# FK Brzeżany
FK Brzeżany (ukr. Футбольний клуб «Бережани», Futbolnyj Kłub „Bereżany”) – ukraiński klub piłkarski z siedzibą w Brzeżanach.
W sezonie 2005/06 występował w Drugiej Lidze Mistrzostw Ukrainy.

## Historia
Chronologia nazw:
- 1982–1984: Nywa Brzeżany (ukr. «Нива» Бережани)
- przed 1992: Łysonia Brzeżany (ukr. «Лисоня» Бережани)
- 1992: Sokił Brzeżany (ukr. «Сокіл» Бережани)
- 1993: Łysonia Brzeżany (ukr. «Лисоня» Бережани)
- 1994–2000: Sokił Brzeżany (ukr. «Сокіл» Бережани)
- 2001–2002: Łysonia Brzeżany (ukr. «Лисоня» Бережани)
- 2003–2006: Sokił Brzeżany (ukr. «Сокіл» Бережани)
- 2007: Sokił-Enerhetyk Brzeżany (ukr. «Сокіл-Енергетик» Бережани)
- 2008: Sokił Brzeżany (ukr. «Сокіл» Бережани)
- od 2009: FK Brzeżany (ukr. ФК «Бережани»)

Drużyna piłkarska Nywa Brzeżany została założona w mieście Brzeżany w 1982 roku, kiedy to do Brzeżan przeniosła się „Nywa”, utworzona w pobliskiem mieście Podhajce w 1978. Wcześniej od lat 60. XX wieku miasto reprezentował zespół Kołhospnyk (ukr. «Колгоспник»), który w 1963 roku dotarła do półfinału mistrzostw ZSRR wśród zespołów amatorskich (KFK).  
Drużyna występowała w amatorskich rozgrywkach mistrzostw obwodu tarnopolskiego, a w 1984 roku przeniosła się do Tarnopola. Później w Brzeżanach powstała nowa drużyna, która występowała w amatorskich rozgrywkach mistrzostw obwodu tarnopolskiego.
Klub często zmieniał nazwy (Sokił Brzeżany, Łysonia Brzeżany, Sokił-Enerhetyk Brzeżany).
W pierwszych Mistrzostwach Ukrainy klub występował w Przejściowej Lidze i zajął spadkowe przedostatnie miejsce. W następnym sezonie 1992/93 klub zajął 16 spadkowe miejsce i został pozbawiony statusu profesjonałów.
Następnie jako drużyna amatorska występowała w rozgrywkach mistrzostw obwodu tarnopolskiego. W 2000 i 2001 klub zdobył mistrzostwo obwodu, a w 1998 roku Puchar obwodu tarnopolskiego.
W sezonie 2005/2006 klub awansował do Drugiej Lihi, ale po 2 kolejkach z powodu problemów finansowych zrezygnował z dalszych występów.
W 2009 klub przyjął obecną nazwę FK Brzeżany i występuje w rozgrywkach mistrzostw obwodu tarnopolskiego. W 2009, 2011 i 2014 zdobył wicemistrzostwo. W 2012 zespół z Brzeżan został mistrzem oraz zdobył Puchar i Superpuchar obwodu tarnopolskiego.
Klub również startował w rozgrywkach Mistrzostw Stowarzyszenia Ukraińskiego Futbolu Amatorskiego.

## Inne
- Nywa Tarnopol